# Cosmos (Letse band)
Voor het Japanse muzikale duo, zie Cosmos (Japanse band)
Cosmos is een Letse band.

## Concept
Het concept van Cosmos is een band vormen die "muziek" maakt, maar dan zonder instrumenten. De bassen, counter-tenoren, trompetten en beatboxen komen allemaal uit de stemmen van de zes zangers. In beginsel zou je kunnen spreken van een vorm van a capella zingen, maar het is toch anders, daar ze ook instrumenten met hun stemmen na doen.
Overigens zingt de groep ook in verschillende stijlen: middeleeuws of gregoriaans vinden ze leuk, terwijl musical of jazz of blues ook goed is.

## Succesvol
Het eerste album van Cosmos werd meteen een doorslaand succes. Qua verkoop bereikte de plaat de platinastatus, en het kreeg bovendien een prijs als het beste popalbum van 2003. In de jaren hierna bracht Cosmos nog 3 albums uit, waarmee de band ook doorbrak in het buitenland. In 2004 won Cosmos gedurende het New Wave-festival de internationale wedstrijd voor jonge zangers van populaire muziek. In datzelfde jaar won Cosmos ook nog de tweede prijs bij het prestige gerichte International Choral Music Competition, wat in de Italiaanse stad Gorizia werd gehouden. Deze wedstrijd wordt jaarlijks bekeken door zo'n 200 miljoen mensen wereldwijd. In 2005 zong Cosmos met zanger Bobby McFerrin zijn beroemde liedje Don't worry, be happy in het gebouw van de Latvian National Opera.
Cosmos geeft internationaal les aan andere a-capellagroepen, waaronder: The Hilliard Ensemble, Take 6, The Real Group, The New York Voices, The Flying Pickets en M-Pact.

## Eurovisiesongfestival
Cosmos deed in 2006 mee aan de Letse voorrondes voor het Eurovisiesongfestival. Hierbij kwam de groep als winnaar uit de bus, waardoor Cosmos naar Athene mocht afreizen om Letland te vertegenwoordigen op het Eurovisiesongfestival 2006. Dankzij het goede resultaat dat Letland een jaar eerder op het songfestival had geboekt, was Cosmos rechtstreeks gekwalificeerd voor de finale. Hierin trad de groep aan met het nummer I hear your heart. 
Hoewel de peilingen er voorafgaand aan het songfestival gunstig uitzagen, stelde Cosmos uiteindelijk wat teleur. De groep kreeg namens Letland maar 30 punten en eindigde op een gedeelde zestiende plaats, samen met Zwitserland.